# A Bill of Divorcement (1932)
A Bill of Divorcement is een Amerikaanse dramafilm uit 1932 onder regie van George Cukor. Destijds werd de film in Nederland uitgebracht onder de titel Het verboden huwelijk.

## Verhaal
Na de Eerste Wereldoorlog komt Hilary Fairfield gedurende vijftien jaar terecht in een psychiatrische instelling. Hij loopt weg op de dag dat zijn vrouw een echtscheiding aanvraagt. Op Kerstmis staat hij ineens in de woonkamer en hij maakt kennis met de aanstaande verloofde van zijn dochter.

## Rolverdeling
| Acteur              | Personage  |
| ------------------- | ---------- |
| John Barrymore      | Hilary     |
| Billie Burke        | Margaret   |
| David Manners       | Kit        |
| Katharine Hepburn   | Sidney     |
| Paul Cavanagh       | Gray       |
| Henry Stephenson    | Dr. Alliot |
| Gayle Evers         | Bassett    |
| Elizabeth Patterson | Hester     |